# Dothraki (langue)
Le dothraki est la langue des Dothraki, un peuple de la série de livres Le Trône de fer. 
Son créateur est David J. Peterson, il créa cette langue pour la série télévisée Le Trône de fer, adaptation de la saga du même nom de George R. R. Martin,.

## Développement
Le dothraki existait sous forme de quelques phrases dans la série littéraire Le Trône de fer de George R. R. Martin. Lorsque la série est adaptée à la télévision, David J. Peterson crée véritablement la langue (1 700 mots créés pour le tournage). Il s'est inspiré du turc, du russe, du swahili, de l'estonien et de l'inuktitut.
David Peterson a dit (traduit de l'anglais) : « Vous savez, la majorité des gens ne savent pas comment sonne l'arabe, c'est pourquoi, pour une oreille peu entraînée, cela peut sembler être de l'arabe. Pour quelqu'un qui parle arabe, ce n'est pas le cas. J'ai tendance à penser que cela sonne comme un mix entre la langue arabe, en raison des consonances, et l'espagnol. »
En ce qui concerne l'orthographe, les Dothrakis eux-mêmes n'ont pas de système d'écriture — comme la majorité des peuples aux alentours. S'il y a des exemples de dothraki dans la chanson A Song of Ice and Fire, il s'agit d'un système littéraire développé dans les cités libres, ou dans des lieux comme Ghis ou Qarth, qui ont des règles d'écriture.